# Sirio Giametta
Sirio Giametta (Frattamaggiore, 13 luglio 1912 – Frattamaggiore, 10 aprile 2005) è stato un architetto italiano.

## Biografia

### Formazione
Sirio Giametta nasce a Frattamaggiore il 13 luglio 1912 da Gennaro, pittore di stampo decorativo, e da Annunziata Vitale. Ancora bambino collabora con il padre nella decorazione di complessi edilizi pubblici e privati. A 15 anni vince il premio per il miglior dipinto alla mostra romana dell'Opera Nazionale Balilla. Intanto studia al Liceo artistico e frequenta la scuola serale di nudo all'Accademia di Napoli dove è discepolo del ritrattista De Nicola e dello scultore Pasquale Monaco. Nel capoluogo partenopeo comincia ad interessarsi anche di architettura e a frequentare lo studio dell'architetto Samarica, dove ha modo di incontrare alcuni artisti napoletani del tempo, da Eduardo Giordano a Roberto Scielzo e Celestino Petrone. Nonostante queste esperienze però, al momento di scegliere la facoltà universitaria si orienta verso l'architettura.

### Architettura
Si iscrive alla facoltà di Architettura di Napoli, laureandosi nel 1936. Verso la fine degli anni trenta, con il concorso per la torre del Partito Nazionale Fascista e per il teatro Mediterraneo alla Mostra d'Oltremare del 1939 manifesta alcune soluzioni architettoniche desunte dalla lezione del Samonà, di cui era stato assistente per pochi mesi, dalla fine del 1936 all'aprile dell'1937. Prima aiuto di Composizione architettonica con Alberto Calza Bini, poi aiuto di Urbanistica con Luigi Piccinato, di Arredamento Decorazione e Architettura d'interni con Mario De Renzi e di Disegno dal vero con G.B. Ceas, nel 1944 è chiamato ad insegnare Storia degli insediamenti urbani presso l'Istituto superiore di Sociologia. Nel frattempo, nel 1940, vince insieme con i colleghi Canalini, Greco e Pallottini il Premio Reale di architettura dell'Accademia di San Luca per il progetto del teatro sperimentale di prosa di Roma.

### Architettura ospedaliera
Negli anni successivi progetta su incarico di Padre Pio, l'ospedale Casa Sollievo della Sofferenza di San Giovanni Rotondo, e poi la clinica Mediterranea di Napoli, gli ospedali «Pausillipon» e «Santobono» della stessa città, l'ospedale di Nola. Suoi sono anche i rifacimenti dell'ospedale Psichiatrico civile Santa Maria Maddalena di Aversa, degli ospedali di Gragnano e Frattamaggiore.

### Altre opere
Portano la sua firma i progetti per la Capitaneria di Porto, il palazzo del Catasto ed alcuni Istituti scolastici di Napoli e della provincia, numerosi edifici residenziali a Barcellona, Castellamare di Stabia, Nola, Caserta, Cosenza, Frattamaggiore, Afragola, Agerola, Melito, Scisciano, Aversa, Vico Equense, Ascea, Amalfi, Grumo Nevano, Succivo e Caracas. Progetta anche alcune chiese della Campania, tra cui la chiesa dei Padri Vocazionisti di via Manzoni a Napoli, la chiesa parrocchiale alla Doganella, la Parrocchiale di San Gregorio Matese e quella di San Felice a Cancello.Presente nell'architettura alberghiera progettando negli anni 50 l'avveniristico Hotel Cristallo in Vico Equense e negli anni 60 l'Hotel dei Congressi in Castellammare di Stabia, entrambi commissionati dal comm. Rossano.Degno di nota il muro di cinta megalitico dell'accademia aeronautica di Pozzuoli Nel campo dell'architettura funeraria firma diverse cappelle gentilizie soprattutto a Frattamaggiore e ad Afragola. Suo è anche il progetto della cappella gentilizia del Presidente della Repubblica Giovanni Leone nel cimitero di Poggioreale. Forte della giovanile esperienza di docente di Decorazione e architetto d'interni collabora anche all'allestimento di numerosi negozi napoletani e a quello di alcuni piroscafi e navi di società napoletane e genovesi. Cura le scenografie della Prima Piedigrottissima e del Terzo Festival della canzone napoletana al Teatro Mediterraneo di Napoli.

### Altre attività
Nel 1964, da Presidente nazionale del Centro Italiano di Arte, Cultura e Spettacolo, organizza la Prima Mostra di Scenografia contemporanea con la partecipazione di 19 nazioni. È autore di alcune monografie, tra cui La pittura vascolare greca in Italia; Gli archi di trionfo di Roma nel mondo; La pianta centrale di Roma attraverso i secoli; Storia degli insediamenti urbanistici attraverso i secoli, e di alcuni importanti saggi sulle riviste Fuidoro e Gioventù in marcia. Benché esercitata in tono minore, la pittura è l'altro grande amore del Giametta che ha al suo attivo due personali: una, di più antica data, alla Galleria romana "Valadier 71", l'altra al Circolo Nazionale di Caserta nella seconda metà di giugno del 1994, quest'ultima con presentazione a stampa di Mario Pomicio, Renato Civello e Max Vayro. Suole donare le sue opere ad amici e parenti trattenendo per sé solo qualche tela, e rifiutando di partecipare a Mostre.

## Opere

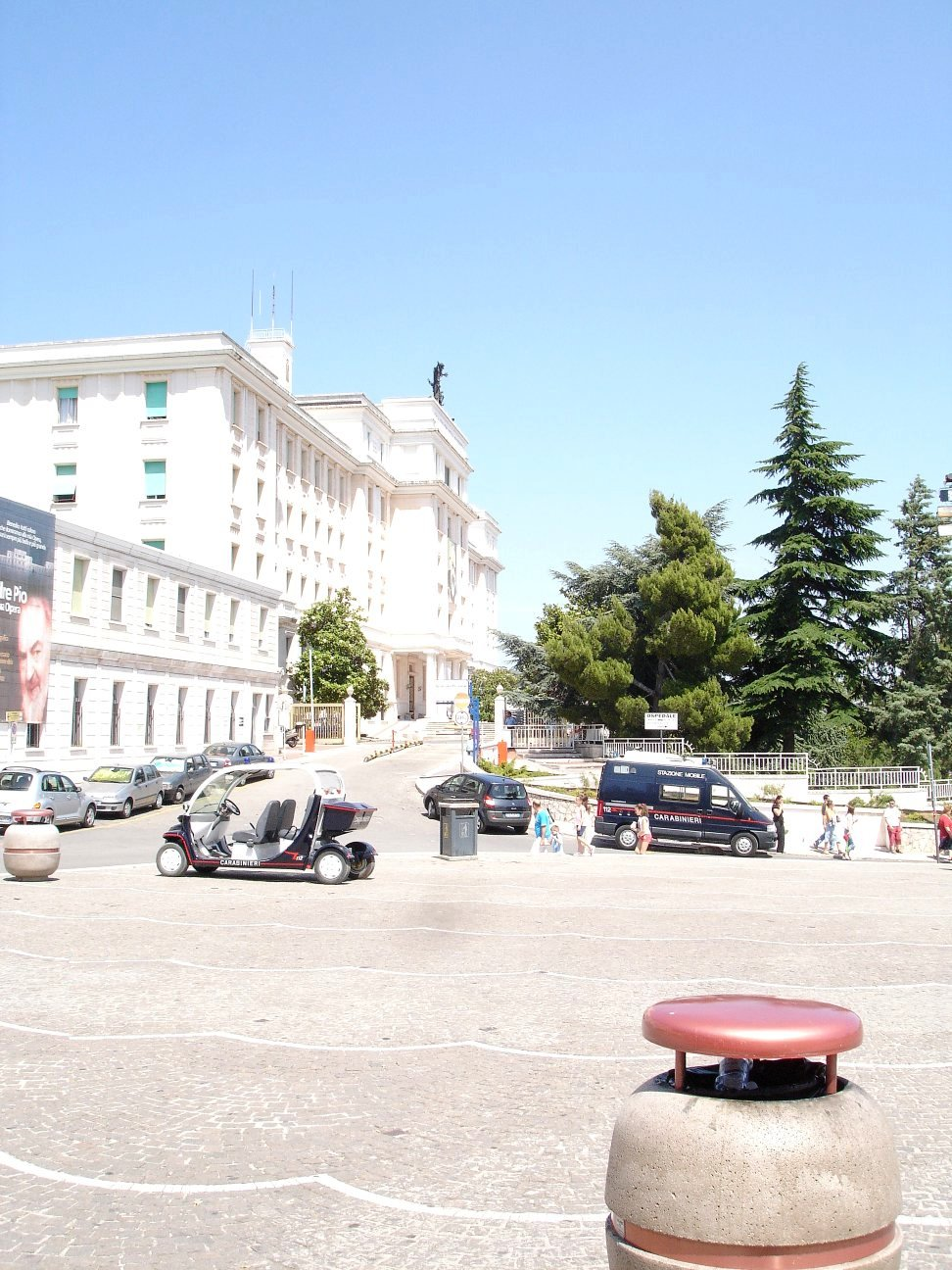
Scorcio di Casa Sollievo della Sofferenza, vista dal Convento di Santa Maria Delle Grazie.

### Architettura ospedaliera
- Ospedale Casa Sollievo della Sofferenza (1500 posti letto) voluto da Padre Pio a San Giovanni Rotondo.
- Clinica Mediterranea di Napoli.
- Ospedale Pausillipon a Napoli (450 posti letto).
- Ospedale Santobono a Napoli (500 posti letto).
- Ospedale generale Civile di Nola (400 posti letto).
- Ospedale Psichiatrico Civile Santa Maria Maddalena ad Aversa (1500 posti letto)
- Padiglione Isolamento annesso al Pausillipon (60 posti letto).
- Ospedale di Gragnano.
- Ospedale di Frattamaggiore

### Edilizia pubblica
- Il Palazzo della Capitaneria del Porto di Napoli ed Ente Autonomo del Porto.
- Il Palazzo degli Uffici Tecnici Finanziari (Catasto) a Napoli.
- Il Palazzo del Comune di Frattamaggiore.
- La Scuola Elementare a via Terracina, Napoli.
- Il Liceo Scientifico De Giax a Napoli.
- L'Istituto Professionale per l'Industria e l'Artigianato di Frattamaggiore.
- L'Istituto Professionale per l'Industria e l'Artigianato di Cosenza.

### Edilizia residenziale
- Albergo Cristallo proprietà Rossano in Vico Equense.
- Quartiere signorile (20 edifici) a Barcellona (Spagna).
- Rione dei Lavoratori dell'A.T.A.N. a Barra.
- Rione di Civili abitazioni a Castellammare di Stabia.
- Edificio per i funzionari della Prefettura di Napoli al Vomero.
- Edificio per i funzionari dell'A.M.A.N. a Napoli.
- Edificio per i funzionari delle Forze Armate a Napoli.
- Edificio signorile per abitazione a Nola (piazza Emerenziana).
- Edificio signorile per abitazione a Caserta (viale Giannpne).
- Edificio signorile a Napoli (via Crispi), proprietà Ferlaino.
- Edificio per la sede dell'Istituto delle Case Popolari a Caserta.
- Quartiere di Abitazioni INACasa a Frattamaggiore.
- Quartiere di Abitazioni INACasa ad Afragola.
- Quartiere di Abitazioni INACasa ad Agerola.
- Edifici INACasa a Melito di Napoli.
- Edifici INACasa a Scisciano.
- Edificio per civile abitazione a Frattamaggiore.
- Edificio per civile abitazione Coop Mater a Napoli.
- Edificio per civile abitazione ad Aversa.
- Edificio di Lusso a Via Orazio a Napoli (alla IV funicolare) ed Hotel Paradiso.
- Villaggio residenziale ad Ascea.
- Villaggio sulla costiera amalfitana.

### Architettura religiosa
- Chiesa deo Padri Vocazionisti a Napoli (via Manzoni).
- Chiesa Parrocchiale alla Doganella, Napoli.
- Chiesa ad opera parrocchiale a San Gregorio al Matese.
- Chiesa parrocchiale a San Felice a Cancello.

### Architettura sociale
- Teatro R. Bracco a Napoli.
- Cinema Astoria a Napoli.
- Cinema a Frignano Piccola.
- Cinema Teatro "Metropol" a Sant'Antimo.
- Monumento ai caduti dei moti del 1821 (Morelli, Pepe, Silvani) a Nola.
- Monumento a Salvatore di Giacomo a Napoli.
- Monumento a san Pio da Pietrelcina a Frattamaggiore.

### Negozi
- Negozio di Gutteridge a Napoli.
- Negozio Alfonso Marino a Napoli.
- Negozio Eddy Monetti a Santa Caterina a Chiaia a Napoli.
- Negozio Rory a Napoli.
- Negozio de Angelis a Napoli.
- Negozio Pepino a Napoli, via Toledo.
- Negozio Pepino a Napoli, via Chiaia.
- Negozio Di Benedetto a Napoli, via Scarlatti.

### Ville
- Villa a Frattamaggiore (Mastrominico).
- Villa a Frattamaggiore (Spena).
- Villa a Frattamaggiore (Di Nuzzo).
- Villa a Frattamaggiore (Bencivenga).
- Villa a Frattamaggiore (Schiano).
- Villa a Grumo Nevano (Avv. Landolfo).
- Villa a Succivo (Pappalardo).
- Villa a Caracas.
- Villa ad Amalfi.

### Allestimenti di interni navali
- Allestimenti dei piroscafi “Celio” per la società Tirrenia.
- Trasformazione di Nave tipo Liberty in nave passeggeri per conto della società SITMAR di Genova.
- Allestimento generale del piroscafo “Capri” della società SPAN (ora Caremar).
- Allestimento della nave “Ischia” della SPAN (ora Caremar).
- Stazione marittima al molo Beverello per la SPAN (ora Caremar).

### Architettura funeraria
- Cappella gentilizia a Poggioreale del Senatore Leone.
- Cappella gentilizia a Poggioreale del Prefetto Orefice.
- Cappella gentilizia a Poggiorelae del Dott. Vigliardi.
- Cappella gentilizia ad Afragola della Famiglia Laudiero.
- Cappella gentilizia a Frattamaggiore della famiglia Moselli.
- Cappella gentilizia a Frattamaggiore della famiglia Landolfi.
- Cappella gentilizia a Frattamaggiore della famiglia Capasso.
- Cappella gentilizia a Frattamaggiore della famiglia P. Capasso.
- Cappella gentilizia a Frattamaggiore della famiglia C. Pezzullo.
- Cappella gentilizia a Frattamaggiore della Famiglia Dott. Manna.
- Cappella gentilizia a Frattamaggiore della famiglia Giametta.
- Pronao della Chiesa Madre a Frattamaggiore.
- Sepolcro di Teresa Musco nel cimitero di San Clemente a Caserta.

### Scenografie
- Scenografia al Teatro Mediterraneo della Ia Piedigrottisima.
- Scenografia al Teatro Mediterraneo del III Festival a Napoli.

### Storia dell'architettura - Monografie
- La pittura vascolare greca in Italia.
- Gli archi di trionfo di Roma nel mondo.
- La pianta centrale di Roma attraverso i secoli.
- Storia degl'insediamenti urbanistici attraverso i secoli.
- 6 città a due dimensioni: Castellammare, Rivista Fuidoro.
- Articolo Architettura Romana, Rivista Gioventù in marcia.
- Articolo su Sant'Elia primato dell'architettura italiana.